# Edmond Jacquelin
Edmond Jacquelin (ur. 31 marca 1875 w Santenay, zm. 29 czerwca 1928 w Paryżu) – francuski kolarz torowy, czterokrotny medalista mistrzostw świata.

## Kariera
Pierwszy sukces w karierze Edmond Jacquelin osiągnął w 1894 roku, kiedy zdobył srebrny medal w wyścigu ze startu zatrzymanego zawodowców podczas torowych mistrzostw Francji. Na rozgrywanych dwa lata później mistrzostwach świata w Kopenhadze zdobył brązowy medal w sprincie, ulegając jedynie swemu rodakowi Paulowi Bourillonowi oraz Brytyjczykowi Charlesowi Bardenowi. Wynik ten powtórzył na mistrzostwach świata w Wiedniu w 1898 roku, przegrywając tylko z George'em Bankerem z USA oraz Niemcem Franzem Verheyenem. Najlepszy wynik w tej konkurencji osiągnął podczas mistrzostw świata w Paryżu w 1900 roku, gdzie okazał się najlepszy. Ostatni medal zdobył rok później, na mistrzostwach świata w Berlinie w 1901 roku, gdzie zajął drugie miejsce za Duńczykiem Thorvaldem Ellegaardem. Kilkakrotnie zdobywał medale mistrzostw kraju, w tym złote w sprincie zawodowców w latach 1896, 1900 i 1902. Ponadto w 1900 roku zwyciężył w Grand Prix Paryża, a rok później także w Grand Prix Reims. Nigdy nie wystąpił na igrzyskach olimpijskich.